# Ogni giorno della mia vita
Ogni giorno della mia vita (At First Sight) è un romanzo scritto dallo statunitense Nicholas Sparks e pubblicato nel 2006 dall'editore Frassinelli.

## Trama
I due protagonisti di questo romanzo sono Jeremy Marsh, un bravissimo e famoso giornalista di New York e Lexie, una bibliotecaria nella piccola cittadina di Boone Creek. Innamorati a prima vista i due dopo poco tempo decidono di sposarsi, anche se l’amico di Jeremy, Alvin, all'inizio tenta in tutti i modi di far ragionare quest’ultimo cercando di farlo riflettere sul fatto che sposarsi così presto non conoscendo neanche così bene la futura moglie, lasciare New York e la sua vita per trasferirsi nella cittadina di lei sarebbe stata una follia e che avrebbero avuto tutto il tempo per farlo con calma se l’amore fra i due fosse stato così forte come dichiarato da entrambi. Ma ciò che maggiormente spinge Jeremy ad affrettare così i tempi è la notizia della gravidanza di Lexie. Il giornalista una volta trasferitosi però incontra non pochi problemi soprattutto riguardanti il suo lavoro; non essendo più in una grande città dove era facile trovare l’ispirazione per i suoi articoli, si ritrova ad avere un vero e proprio blocco dello scrittore; da qui partono i dubbi, le insicurezze e il terrore di aver gettato all’aria la propria carriera e la paura di perdere il lavoro. Trasportato dalle insicurezze del lavoro Jeremy comincia ad avere dubbi e perplessità anche su Lexie e sul suo passato. Comincia ad avere dubbi anche sull’essere in grado o no di fare il padre. I due però riescono a superare questi ostacoli e a vivere una vita felice e piena d’amore, fino a che un qualcosa rimetterà in discussione tutto quanto.

## Edizioni
- Nicholas Sparks, Ogni giorno della mia vita, traduzione di Alessandra Petrelli, 2006 Edizioni Frassinelli